# Uusimaa (regio)
Uusimaa (Zweeds: Nyland; betekent beide 'nieuw land') is een Fins landschap met 1.714.741 inwoners op een gebied van 9.099,20 km² (2021). De hoofdstad Helsinki is tevens hoofdstad van deze regio. Een aanzienlijke minderheid van de bevolking (8,5%) bestaat uit Zweedstalige Finnen, die het Zweeds als moedertaal hebben.
In 2011 werd Uusimaa uitgebreid met de opgeheven provincie Itä-Uusimaa (Oost-Uusimaa).

## Gemeenten
Uusimaa bestaat in 2022 uit de volgende gemeenten:
- Askola
- Espoo
- Hanko
- Helsinki
- Hyvinkää
- Ingå
- Järvenpää
- Karkkila
- Kauniainen
- Kerava
- Kirkkonummi
- Lapinjärvi
- Lohja
- Loviisa
- Myrskylä
- Mäntsälä
- Nurmijärvi
- Pornainen
- Porvoo
- Pukkila
- Raseborg
- Sipoo
- Siuntio
- Tuusula
- Vantaa
- Vihti

Åland · Etelä-Pohjanmaa · Etelä-Savo · Kainuu · Kanta-Häme · Keski-Pohjanmaa  · Kymenlaakso · Lapin maakunta · Midden-Finland · Noord-Karelië · Österbotten · Päijät-Häme · Pirkanmaa · Pohjois-Pohjanmaa · Pohjois-Savo · Satakunta · Uusimaa · Zuid-Karelië · Zuidwest-Finland
Askola · Espoo · Hanko · Helsinki · Hyvinkää · Ingå · Järvenpää · Karkkila · Kauniainen · Kerava · Kirkkonummi · Lapinjärvi · Lohja · Loviisa · Myrskylä · Mäntsälä · Nurmijärvi · Pornainen · Porvoo · Pukkila · Raseborg · Sipoo · Siuntio · Tuusula · Vantaa · Vihti
Voormalige gemeenten:
Bromarv · Degerby · Ekenäs · Ekenäs landskommun · Haaka · Huopalahti · Hyvinkään maalaiskunta · Karis · Karjalohja · Kulosaari · Liljendal · Lohjan kunta · Nummi · Nummi-Pusula · Oulunkylä · Pernå · Ruotsinpyhtää · Sammatti · Snappertuna · Tenala